# Dividend (economia)
En dret mercantil societari, el terme dividend pot tenir dos sentits diferents: el dividend actiu i el dividend passiu.

## Dividend actiu
El dividend actiu és la part del benefici que es reparteix entre els accionistes d'una companyia. És el que es coneix habitualment com a dividend. Constitueix la remuneració que percep l'accionista com a propietari de la societat. La quantitat és variable i depèn dels resultats anuals que ha obtingut l'empresa, de la seva política de dividends i de la decisió del seu consell d'administració. Ha de ser aprovat en junta general d'accionistes.
Respecte al dividend, els analistes fan servir dues variables bàsiques:
Rendibilitat per dividend. És el percentatge resultant de dividir el valor del dividend entre el valor de l'acció. Per exemple, si una empresa reparteix dividends de 20 cèntims per acció en el període i el valor del títol és de 5 euros, la rendibilitat per dividend seria del 4%.
Pay-out. En aquest cas és el percentatge resultant de dividir els dividends totals repartits entre els beneficis de l'empresa. Així, si l'empresa ha repartit 50.000 euros en dividends i el seu benefici ha estat d'un milió d'euros, el pay-out seria del 5%.

### Tipus de dividends
La divisió més comuna per als dividends és entre ordinaris i extraordinaris. Els primers s'associen als beneficis que ha obtingut l'empresa en un exercici determinat, mentre que els segons corresponen a un fet extraordinari com les participacions en altres empreses, la venda d'actius, etc.
Un altre tipus de dividends són els flexibles (de l'anglès scrip dividends), una modalitat de remuneració que ofereix la possibilitat de cobrar en efectiu o mitjançant accions (aquesta fórmula s'ha popularitzat en moltes empreses). Els dividends a compte són els que s'abonen com a bestreta dels resultats que espera l'empresa.

### Efectes en la cotització de l'acció
A les societats que cotitzen a borsa, després d'un pagament de dividend, el preu de l'acció ha de caure un import equivalent al dividend pagat.
Per a calcular l'import de la caiguda, el mètode tradicional es veure els efectes financers del dividend des de la perspectiva de l'empresa. Ja que l'empresa ha pagat diguem x€ en dividends per acció del seu compte de caixa, el compte de capital hauria de disminuir un import equivalent. Això significa que un dividend de x€ ha de resultar en una caiguda de x€ en el preu de l'acció.

## Dividend passiu
El dividend passiu és el crèdit que ostenta la societat mercantil enfront del soci que no ha desemborsat la totalitat del valor de les accions en el moment de subscriure-les, tant amb motiu de la creació de la societat o d'un augment de capital amb emissió de noves accions.